# 春本由香
春本 由香（はるもと ゆか、1992年〈平成4年〉12月21日 - ）は、日本の女優。本名、井上 真由香。
東京都出身。堀越高等学校卒業。劇団新派所属。所属事務所は松竹エンタテインメント。父は歌舞伎役者の六代目尾上松助、母は元新派女優の河合盛恵、兄は歌舞伎役者の二代目尾上松也、祖父は新派俳優の春本泰男。

## 略歴
歌舞伎役者の父・六代目尾上松助と元新派女優の母・河合盛恵の間に長女として誕生、女子は歌舞伎の舞台に立てないことから、兄・二代目尾上松也を羨みつつ女優に憧れを抱く。幼少期に舞台に立ち、15歳ころからはモデルとして活動。堀越高等学校の芸能コースへ進学後はミュージカルなどのオーディションに挑戦する。
高校卒業後は歌手を目指しライブハウスでアニメソングのカバーを歌うなどの歌手活動を経て、ミュージカル『エリザベート』出演中の兄・松也に誘われて付き人を務めたことを契機に女優を志す。元新派女優の母の勧めもあり、2016年1月に二代目水谷八重子の部屋子として劇団新派への入団を決意。同年9月の東京・新橋演舞場での「新派特別公演」で新派に入団し二代目水谷八重子に師事、『婦系図』で妙子役を演じてデビューを果たす。
2017年1月にはNHK BSプレミアムのBS時代劇『雲霧仁左衛門3』でテレビドラマに初出演。
2022年7月13日、俳優の吉永秀平と結婚したことをそれぞれのSNSで発表した。

## 人物
身長は165cm。スリーサイズはB85cm、W60cm、H90cm。靴のサイズは24.5cm。
特技は日本舞踊（藤間流）と歌唱。日本舞踊は中学1年生より始め、2005年には『胡蝶』で国立劇場の舞台に立った。歌うことが好きで、音楽活動やミュージカル挑戦に備えて本格的にボイストレーニングを続けている。
趣味は絵を描くこと、ゲーム・アニメ。自らを「アニメおたく」であると語り、ゲーム・アニメ関連の仕事にも意欲を示す。
芸名の「春本由香」は新派の名脇役だった祖父・春本泰男の名跡「春本」を継承し、兄・二代目尾上松也が命名。本名の「真由香」も兄・松也が8歳の時に命名している。8歳年上の兄・松也とは幼少期より仲が良く、2005年に父・六代目尾上松助が死去して以降は兄・松也が「父親のような存在」だと語る。

## 出演

### 舞台
- 婦系図（2016年9月、新橋演舞場、大阪松竹座） - 妙子 役
- 黒蜥蜴（2017年6月、三越劇場） - 岩瀬早苗 役
  - 黒蜥蜴 -全美版-（2018年6月、三越劇場） - 岩瀬早苗 役
- 家族はつらいよ（2018年1月、三越劇場） - 間宮憲子 役
- 怪人二十面相〜黒蜥蜴二の替わり〜（2018年3月 - 4月、サンシャイン劇場） - 河野不二子 役
- 犬神家の一族（2018年11月、大阪松竹座、新橋演舞場） - 野々宮珠世 役
- 二月競春名作喜劇公演『花の太夫道中』『おばあちゃんの子守唄』（2019年2月、新橋演舞場）

### テレビドラマ
- 雲霧仁左衛門3 第4回（2017年1月27日、NHK BSプレミアム） - お志乃 役
- 課長バカ一代（2020年1月12日 - 、BS12 トゥエルビ） - 香坂瞳 役